# Nu stiger solen fram ur österns portar
Nu stiger solen fram ur österns portar är en psalm, skriven 1674 av Thomas Kingo och översattes till svenska 1969 av Anders Frostenson. Musiken är skriven 1801 av Hardenack Otto Conrad Zinck. 

## Publicerad i
- 1986 års psalmbok som nr 493 under rubriken "Morgon".